# Cross-hole
Il cross-hole è un metodo di analisi, non distruttivo, che permette di effettuare un'accurata verifica, ad alta risoluzione, della qualità delle strutture di fondazione profonde (quali pali, diaframmi, ecc) mediante l'utilizzo degli ultrasuoni (“cross-hole”).
Viene utilizzato anche negli interventi di consolidamento dei terreni di fondazione, ma anche per l'analisi di strutture fuori terra.
La prova cross-hole si basa sulla misura delle velocità di propagazione in un mezzo delle onde sonore.

## Principi di funzionamento
L'analisi cross-hole si basa sul principio che la velocità dell'onda ultrasonica e la sua energia sono fortemente influenzate dalla densità e dalle proprietà elastiche del materiale attraversato.
La relazione tra le onde ultrasoniche di tipo P (di compressione o longitudinali) e le caratteristiche del materiale attraversato è:
{\displaystyle V_{p}={\sqrt {{\frac {E_{d}}{\rho }}{\frac {(1-\nu )}{(1+\nu )(1-2\nu )}}}}} (Km/s)
- ρ: densità del materiale;
- Ed:  modulo di Young dinamico del materiale;
- νd: coefficiente di Poisson del materiale.

In un calcestruzzo di buone caratteristiche meccaniche, integro, omogeneo e compatto, si hanno velocità di propagazione delle onde ben definite e di valore elevato (3500-4500 m/s).
Se il calcestruzzo presenta dei difetti (discontinuità, vespai, inclusione di terra, ecc.), si manifesta un maggiore tempo di attraversamento dell'onda con conseguente diminuzione della velocità di propagazione.

## Procedimento
Durante il getto del palo di fondazione vengono annegati, parallelamente all'asse del palo e per la sua intera lunghezza, dei tubi in acciaio o in PVC del DN 1"1/2 (40/48) o 2" (50/60) in numero variabile: per i pali sono in genere 3, disposti a triangolo equilatero in pianta, mentre per i diaframmi variano da 4 a 6, distanti non più di 1 m. Per tenerli in posizione durante il getto i tubi vengono ancorati alla gabbia d'armatura.
Di questi tubi deve essere nota la reciproca distanza (distanza tra sorgente e ricevitore) in modo che, determinato il tempo di propagazione delle onde, sia possibile stimare in maniera accurata le velocità di propagazione in senso orizzontale.
All'interno di due tubi distinti, preventivamente riempiti di acqua, vengono inserite due sonde ultrasoniche, una emittente e l'altra ricevente, che vengono fatte muovere da un operatore lungo tutta la lunghezza del palo, partendo dal basso verso l'alto. La sonda emittente (T) emette in continuazione delle onde ultrasoniche a una frequenza di circa 50 Hz che vengono captate dal ricevitore (R). I dati vengono successivamente elaborati in un'apposita unità. In questo modo è possibile indagare il materiale compreso fra le due sonde. 
Utilizzando tutti i tubi a disposizione è possibile verificare le caratteristiche del calcestruzzo, ottenendo una rappresentazione tomografica sia in 2D che in 3D.

## Esito delle prove
Se la velocità di propagazione delle onde è > 4000 m/s il calcestruzzo è di ottima qualità.
Fino a valori pari a 2500 m/s il calcestruzzo si può ritenere accettabile; per valori più bassi la qualità del calcestruzzo è scadente.

## Finalità
Lo scopo dell'analisi ultrasonica Cross-Hole è quello di valutare la profondità effettiva delle strutture di fondazione, la loro integrità, l'omogeneità del materiale che le costituisce e l'assenza di difetti costruttivi quali nidi di ghiaia, dilavamenti, restrizioni intrusioni di materiale spurio.

## Normativa
- UNI 9524:1989 + A1:1992 Calcestruzzo indurito. Rilievi microsismici mediante impulsi d'onde vibrazionali ad alta frequenza, in campioni o strutture di calcestruzzo semplice, armato o precompresso
- UNI EN 12668-1:2005 Prove non distruttive - Caratterizzazione e verifica delle apparecchiature per esame ad ultrasuoni - Parte 1: Apparecchi
- UNI EN 1330-4:2005 Prove non distruttive - Terminologia - Parte 4: Termini usati nel controllo con ultrasuoni